# Agis II
Agis II (en grec antic Ἄγις) fou rei d'Esparta. Va ser el 17è rei de la línia Pròclida o Euripòntida. Va succeir al seu pare Arquidam II quan aquest va morir el 427 aC i va regnar uns 28 anys.
El 426 aC va dirigir l'exèrcit esparta i dels aliats cap a l'istme amb la intenció d'envair Àtica, però no van poder avançar a causa d'una sèrie de terratrèmols que aquell any van assolar Grècia i que li van impedir anar gaire lluny.
El 425 aC, quan es va iniciar la Guerra del Peloponès, va dirigir altre cop l'exèrcit i va entrar a l'Àtica. Els atenencs sota el comandament d'Eurimedó i Sòfocles van atacar per mar la ciutat peloponèsia de Corifàsio; els espartans van prendre posicions a la propera illa d'Esfactèria. Els atenencs van desembarcar a la badia de Pilos (Messènia) que va quedar bloquejada i Pilos va ser ocupada. El govern espartà va haver de cridar a Agis que només portava 15 dies a l'Àtica. Tot i així els atenencs no van sortir de Pilos fins a l'any següent i llavors, sota la direcció del general Nícies, van ocupar l'illa de Citera que era espartana. Agis va romandre a la ciutat d'Esparta fins al 421 aC en què es va signar la pau anomenada pau de Nícies (abril del 421 aC).
El 419 aC Atenes es va aliar a Argos, Mantinea i Èlide. Els argius van atacar Epidaure, i el govern espartà va enviar un exèrcit en ajut de la ciutat dirigit per Agis, exèrcit format per espartans i altres Lacedemonis. Agis es va establir a Leuctres, sense que es conegui el motiu, ja que Tucídides no l'esmenta, però de ben segur com a forma de distreure als aliats de l'atac d'Epidaure. Essent a Leuctres Agis va rebre mals auguris i es va retirar. Però després va retornar quan va saber que els aliats havien iniciat una expedició a la final del mes sagrat de les Carnees i quan els argius van tornar a atacar Epidaure. Llavors Agis va atacar la ciutat fronterera de Carys, però es va retirar altre cop per considerar de mal auguri l'aspecte de les víctimes.
A la primavera següent (418 aC) va marxar amb l'exèrcit lacedemoni contra l'Argòlida, que tornava a atacar Epidaure. Amb una audaç maniobra va interceptar als argius i va col·locar avantatjosament el seu exèrcit entre els argius i la ciutat. Però quant la batalla anava a començar, el general argiu Tràsil, i un personatge anomenat Alcifron, es van presentar a Agis i li van demanar una treva de quatre mesos. Agis, per motius desconeguts, la va concedir i en tornar a Esparta seguidament va ser severament censurat especialment després que Argos va aprofitar la retirada espartana i va ocupar ràpidament Orcomen. Fins i tot es va proposar deposar la casa dels Euripòntides i fer-li pagar una multa de cent mil dracmes, i es va discutir d'establir un consell de guerra de deu membres (tots espartans) sense els quals cap exèrcit podria sortir de la ciutat. Però tot i axó res es va fer, ja que el partit oligàrquic va prendre el poder a Argos i Agis va justificar així la seva actitud.
Poc després arribaren notícies de Tegea, que demanava socors immediats, ja que si no era auxiliada el partit pro-espartà de la ciutat seria expulsat. El govern espartà va enviar un exèrcit sota la direcció d'Agis, que va entrar a Tegea i va garantir la posició del govern local aliat d'Esparta. D'allí Agis va anar a Mantinea on va derrotar les forces de la ciutat i d'Atenes en una batalla considerable (418 aC). Després de la batalla, a Argos va esclatar una revolució on el partit oligàrquic favorable a Esparta va ser enderrocat pels demòcrates partidaris de l'aliança atenenca. Agis fou enviat a la ciutat però no va poder restaurar als oligarques si bé va poder destruir les muralles, i va ocupar Hysis (417 aC).
Durant els anys 416, 415 i 414 aC hi va haver una certa tranquil·litat i el rei s'ocupava dels afers corrents. El 413 aC Agis va marxar al front d'un exèrcit contra l'Àtica. Va envair aquesta regió i es va fortificar a Decèlia, un llogaret a un turó a uns 25 km al nord d'Atenes. Des d'allí Agis es va dedicar a atacar tota la regió de la que només les ciutats ben emmurallades com Atenes, Pireu, Salamina i Eleusis, es podien defensar; això va provocar una greu crisi econòmica a Atenes i fins a vint mil esclaus van fugir. A l'hivern del mateix any, davant les notícies de la gran derrota atenenca en la seva expedició a Sicília, se'n va anar cap al nord amb el propòsit de recaptar contribucions entre els aliats per construir una flota, mentre mantenia el seu quarter a Decèlia on va rebre ambaixades d'aliats d'Atenes que planejaven separar-se de l'aliança, dels beocis i dels aliats d'Esparta. Sembla que va romandre a aquesta posició fins al final de la guerra.
El 411 aC els oligarques van prendre el poder a Atenes, i es va establir el Consell dels Quatre-cents. Però Agis no sembla que volgués respectar els oligarques i va fer un atac a la ciutat d'Atenes durant la seva administració, atac que no va reeixir. L'estiu del 410 aC es va acordar la pau que imposava el respecte a les posicions de cada bàndol en aquell moment, amb la notable excepció de Decèlia, que els espartans havien d'abandonar, i de Pilos i Citera, que serien abandonades pels atenencs. La tendència democràtica - bel·licista es va imposar a Atenes i la guerra va tornar a començar.
El 401 aC se li va confiar el comandament de la guerra contra Èlide. Les operacions van durar tres anys i el 398 aC els elians van demanar la pau. Va fer la tornada passant per Delfos, i pel camí es va posar malalt a Arcàdia, i tot just va poder tornar a Esparta on va morir al poc d'arribar. El seu fill Leotíquides l'havia de succeir però va ser exclòs del tron per Agesilau II, fill de Arquidam II i germanastre d'Agis II, perquè se sospitava de la seva legitimat, i el mateix Agesilau II va ser proclamat rei. La dona d'Agis, la reina Timea, havia tingut relacions amb l'exiliat atenenc Alcibíades, conegudes per Agis el qual va ordenar a Astíoc de matar-lo però Alcibíades se'n va assabentar (potser per la mateixa reina) i va fugir a temps. De resultes d'aquest fet el fill Leotíquides fou considerat sospitós de no ser del rei Agis.